# Steve Lukather
Steve Lee Lukather (Los Angeles, 21 ottobre 1957) è un cantante, chitarrista e produttore discografico statunitense, fondatore e leader dei Toto di cui è l'unico componente ad avere suonato in tutte le esibizioni tenute.

## Biografia
Già nei primi anni di età Steve impara a suonare la batteria e le tastiere ma è solo all'età di sette anni, quando vede i Beatles all'Ed Sullivan Show (facendosi di conseguenza regalare Meet the Beatles!) che decide di imparare a suonare la chitarra. Inizia l'attività di musicista a 17 anni, quando inizia a lavorare come turnista all'interno del circuito discografico statunitense. Racconta inoltre che, all'inizio della propria carriera, si era accreditato per un provino allo scopo di entrare nella band di Frank Zappa, il quale lo avrebbe gentilmente pregato di cambiare mestiere: tuttavia, questa considerazione non lo fece assolutamente perdere d'animo.
Nel 1976 Jeff Porcaro (batteria) e David Paich (pianoforte e tastiere) lo invitano a suonare nella loro band, i Toto, a cui si aggiungono contemporaneamente David Hungate al basso, Bobby Kimball alla voce e Steve Porcaro a sintetizzatori e tastiere. Steve accetta, continuando nel contempo la sua attività di turnista che lo porta a collaborare, negli ultimi anni settanta, con Leo Sayer, Boz Scaggs, Alice Cooper, Barbra Streisand, the Pointer Sisters, Cher e Cheap Trick.
Nel 1977 i Toto realizzano il loro primo album,Toto, che trainato da singoli come Hold the line e Georgy Porgy scala le classifiche e ottiene la nomination per un Grammy Award nella categoria Miglior artista emergente. Dopo la pubblicazione di due album, Hydra e Turn back, il successo planetario arriva con l'album Toto IV del 1982, da cui vengono tratti i singoli Africa e Rosanna. Il disco diventa ben presto disco di platino e oltre a rappresentare un gran successo di vendite fa vincere ai Toto 6 Grammy. Nello stesso anno, Lukather viene premiato con un ulteriore Grammy nella categoria Miglior Brano Rhythm & Blues per aver composto, assieme a Jay Graydon e Bill Champlin, Turn Your Love Around di George Benson.
Nonostante la carriera dei Toto sia ricca di stravolgimenti per quanto riguarda la formazione e nonostante la tragica scomparsa del batterista Jeff Porcaro nel 1992, i Toto hanno pubblicato più di 15 album, restando una tra le band più attive sulla scena, dal 1992 al 2019, anno dello scioglimento ufficiale; Lukather è inoltre l'unico componente dei Toto a non aver mancato nemmeno un live della band.
La sua vita privata è stata caratterizzata da momenti di alti e bassi prevalentemente dati dall'alcolismo, pur non patologico e da una certa malinconia che a volte lo affligge a causa di lutti privati, come la morte della madre, o per insoddisfazione nei confronti del mondo. Ha un figlio musicista, Trevor Lukather, inoltre leader della band elettropop Cash Vertigo, una figlia, Tina, entrambi avuti dalla prima moglie Marie Currie, e due bambini di nome Lily Rose e Bodhi avuti dalla seconda moglie Shawn Batten.

## Carriera solista
In parallelo al progetto Toto, Steve Lukather porta avanti una carriera solista densa di collaborazioni coi più grandi artisti sulla scena. Artista versatile, non è solo un ottimo chitarrista ma anche compositore, produttore, arrangiatore, cantante e songwriter. Considerato uno dei più grandi chitarristi del mondo, il suo modo di suonare affascina per la grande tecnica, la grande musicalità e per il suono in continua evoluzione. Gli artisti con cui ha collaborato includono Michael Jackson (con cui collabora insieme a Steve Porcaro alla stesura di "Beat It" e "Human nature", inclusi nell'album Thriller) Peter Frampton, Elton John, Eric Clapton, Jeff Beck (con cui nel 1986 va in tour in Giappone insieme a Santana, dove incontra per la prima volta Simon Phillips che più tardi diverrà batterista dei Toto) Olivia Newton-John (per cui scrive "Physical") Randy Crawford, Barbra Streisand, Lionel Richie, Paul McCartney, America, Earth, Wind & Fire, Joe Cocker, e molti altri.
Nel 1981 co-produce l'album USJ di Char e alla realizzazione del disco lavorarono anche Jeff Porcaro e David Foster.
Negli ultimi anni ha collaborato anche con il chitarrista Larry Carlton dando vita a No Substitutions - Live in Osaka, registrato in Giappone durante una serata della loro tournée mondiale e che gli ha fruttato la vincita di un ulteriore Grammy Award nella categoria Best Pop Instrumental Album nel 2002. I due chitarristi americani sono stati a lungo in tournée dalla quale è stato tratto anche un DVD live. Da segnalare inoltre il tour del 1998 con Edgar Winter e quello del 2005 con il chitarrista Nuno Bettencourt (Extreme).
Oltre a essere uno dei session guitarist più richiesti, Luke ha pubblicato anche una serie di cd a suo nome. A differenza del lavoro svolto con i Toto, la produzione solista di Steve presenta maggiori influssi jazz-rock e fusion che vanno ad affiancarsi alle classiche ballate. Ad oggi ha pubblicato Lukather, nel 1989; Candyman, nel 1994; Luke, nel 1997; No Substitutions - Live in Osaka, nel 2001; El Grupo Live, nel 2005, "Ever Changing Times", nel 2008, All's Well That Ends Well nel 2010 e Transition nel 2013. Nel 2003 ha inoltre pubblicato SantaMental, che vanta la presenza di chitarristi come Steve Vai, Edgar Winter e Slash.
In ogni suo album è facile trovare degli illustri collaboratori quali Michael Landau, Eddie van Halen, Richard Marx, Vinnie Colaiuta oltre ai già citati Slash, Steve Vai e molti altri.
Nel 2012 ha partecipato insieme a Steve Vai al tour G3, progetto musicale concepito nel 1996 dal celebre chitarrista Joe Satriani, con lo scopo di riunire i "tre più grandi chitarristi del mondo" per realizzare una serie di concerti-evento. Lukather ha replicato la sua presenza al G3 più tardi lo stesso anno, con John Petrucci al posto di Vai.
Il 21 gennaio 2013 è uscito l'album Transition, pubblicato dalla Mascot Records.
Inoltre è sempre densa l'attività di Lukather come turnista, che lo vede impegnato come guest in diverse produzioni; instancabile anche nei tour, nonché chitarrista ufficiale nella All Starr Band di Ringo Starr, realtà ultima del batterista ex-Beatles che vede impegnati alcuni fra i migliori musicisti rock del pianeta.
Nel 2015 Lukather ha intrapreso un tour con l'amico Larry Carlton in parallelo all'attività frenetica con i Toto, con Ringo e per le sue session.

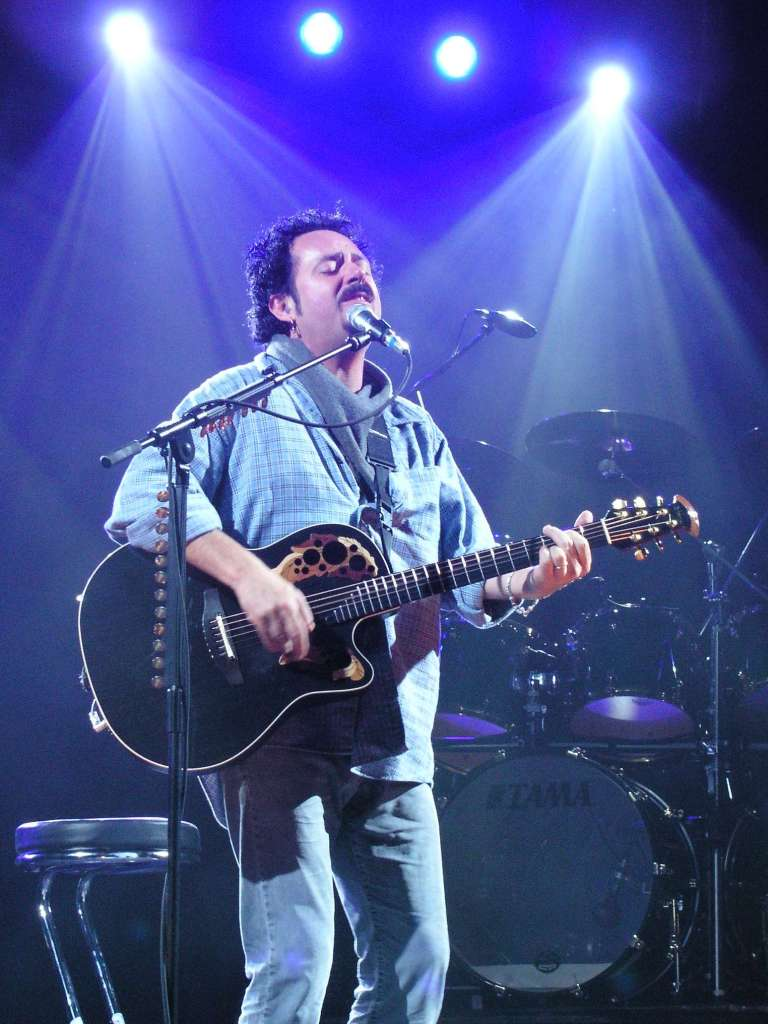
Steve al Varus Open Air a Osnabrück, in Germania nel 2004

## Suono ed equipaggiamento
La ricerca timbrica costante gioca un ruolo determinante nell'ascesa mondiale del chitarrista in forza ai Toto. Nel corso degli anni, il proverbiale luke sound è diventato un riferimento per milioni di chitarristi in tutto il pianeta: pastoso e grosso, aggressivo e al tempo stesso raffinato. Per quanto riguarda l'equipaggiamento, dalla classica accoppiata Gibson-Marshall e poi Gibson-Mesa Boogie di fine anni settanta si passa ai complessi sistemi a rack, assemblati con l'aiuto di Bob Bradshaw, al quale si rivolgono moltissimi chitarristi fra cui anche Steve Vai.
Proprio di Bradshaw è il preamplificatore a valvole Custom Audio 3+, che rimpiazza un Soldano X88-R e diventa il cuore pulsante del suono di Lukather. Ad amplificare il timbro del premp ci sono i finali di potenza (anche questi valvolari) della VHT.
In mezzo, a processare il segnale, una serie di effetti che include macchine della TC Electronic e della Lexicon (oggi i modelli nel rack di Lukather sono Tc Electronic M-One XL, 2 Lexicon PCM 70, Line 6 Mod Pro, Mxr Smart Gate Pro, Custom Audio Black Cat-Vibe, Custom Audio Tremolo).
All'interno del rack ci sono anche un pedale Boss Octaver OC-2 e un pedale overdrive/distortion della Radial, il ToneBone Classic. Fondamentali nel suono di Lukather anche un Uni-vibe (Custom Audio Black Cat Vibe) e un Wah Dunlop Crybaby, a testimoniare la passione - da sempre dichiarata - di Lukather per Jimi Hendrix.
Anche il sistema di altoparlanti non è meno complesso: alla cassa centrale arriva infatti il segnale dry (asciutto, ovvero senza effetti) mentre le due laterali ricevono il suono wet (letteralmente bagnato, ovvero con gli effetti). In passato ha usato anche testate Mesa Boogie (Mark III e Mark IV) testate Marshall Plexi 1959 modificate da Paul Rivera e Bob Bradshaw, testata Soldano SLO100 e vecchi amplificatori combo della Fender.
Per anni Steve Lukather ha avuto in giro per il mondo 3 sistemi "gemelli" (uno in America, uno in Europa e uno in Giappone) per limitare costi e rischi di trasporto di un sistema complesso come il suo: per limitare ulteriormente costi e rischi il sistema "live" è composto da 2 testate Bogner Ecstasy 101B collegate a 2 casse 4x12 Bogner, e da una pedaliera composta da vari stomp boxes (pedali) assemblata sempre da Bradshaw.
Quanto alle chitarre, dopo le Gibson dei primi anni, in particolare Les Paul, Steve adotta le Valley Arts, equipaggiate con pickup attivi della EMG e con ponti Floyd Rose. In seguito Luke si affida alla Music Man, che ancora oggi costruisce e commercializza il suo modello "signature", la Luke: la forma è meno "in stile Stratocaster" e il Floyd Rose della prima versione viene sostituito con un ponte proprietario, che a detta di Lukather fa suonare meglio la chitarra e tiene meglio l'accordatura.
Nel tour 2011 Lukather ha utilizzato 2 nuovi modelli di Music Man Luke con manico interamente in palissandro e corpo più spesso di 1/3 circa rispetto ai modelli precedenti: uno è equipaggiato con 2 humbuckers passivi della DiMarzio, l'altro con un humbuker e 2 single coil passivi sempre della DiMarzio. I pickup sono dei modelli custom costruiti appositamente per Lukather e lo strumento è corredato di un booster attivo, che incrementa il segnale fino a 12 dB.

## Stile
(Eddie van Halen risponde a Johnny Carson al suo The Tonight Show)
Lo stile di Steve Lukather è una complessa mistura di rock, jazz e blues che sconfina nel progressive e nella fusion. Nei primi album dei Toto si riscontra uno stile più basato sul rock/blues hi-gain, con contaminazioni progressive. In seguito però, già da Isolation, appare più chiaro il background eclettico di Lukather, che lo porta a realizzare assoli su scale particolari o dissonanti, in stile jazz fusion, il cui inizio è forse Mindfields.
Per quanto riguarda le ritmiche Lukather presenta un riffing variegato e particolare, dal melodico dell'album TOTO IV al progressive rock (Dave's Gone Skiing) e spesso assimilabile al progressive metal, come nella sessione ritmica di Falling in Between, ispirata al suo amico John Petrucci.
Utilizza soprattutto power chords semplici o con variazioni di nona, con la particolarità di effettuarli spesso utilizzando corde più fini, metodo molto usato nel jazz e da lui introdotto nell'hard rock con la distorsione. Come cluster di accordi, Lukather utilizza spesso espedienti dissonanti, come la quarta aumentata o l'accordo diminuito: è molto raro l'uso del clean nel chitarrismo di Lukather, che viene prevalentemente utilizzato per ritmiche funky.
Per quanto riguarda l'approccio solistico, non manca la distorsione e già dai primi anni '80 è riscontrabile una forte spinta verso il progressive e il rock melodico, con accenni di shred. Il Live in Paris del 1990 è emblematico per lo stile di Lukather dei vecchi tempi: si trovano numerose scale modali ascendenti e discendenti realizzate ad altissime velocità. Quest'ultimo aspetto caratterizza l'approccio lead attuale di Lukather, che pian piano si è evoluto verso uno stile sempre più complesso.
La plettrata di Lukather è decisa e conferisce un attacco molto forte alla nota, complici i pickup, e la dinamica è esaltata da whammy bar oltre che dall'uso di armonici, che Lukather usa naturali, pinched e soprattutto tapped: la whammy bar viene utilizzata molto spesso dal chitarrista sia per smorzare l'attacco delle note, ispirandosi a Jeff Beck, sia per vibrati. Le tecniche comprese nello stile di Lukather sono un uso molto vario del bending e una plettrata alternata: il tapping, anche a più di tre o quattro dita, così come lo string skipping sono altri ingredienti dello stile del chitarrista.

## Strumentazione

### Chitarre
- Svariati modelli di Ernie Ball Music Man Luke III, sia in versione HH con due humbucker DiMarzio Transition, sia in versione HSS.
- Ernie Ball Music Man Luke III "Sammy Davis" custom, con le decalcomanie dell'attore/ballerino Sammy Davis Jr.
- Ernie Ball Music Man Luke I reissue, riedizione del primo modello della Luke equipaggiato con Floyd.
- Ernie Ball Music Man Luke II "Dargie Delight", modello in color verde cangiante e inlay a forma di Martini realizzato in soli 5 esemplari.
- Ernie Ball Music Man Luke II "Black Sparkle", modello in color nero brillante che differisce dai restanti per la presenza di un pickup Fernandes Sustainer (Singolo) al manico con relativo circuito.
- Svariati modelli di Ernie Ball Music Man Luke II (con vintage tremolo, EMG 85 Humbucker + 2 EMG SLV single coils)
- Svariati modelli di Ernie Ball Music Man Luke I (con Floyd Rose tremolo, EMG 85 Humbucker + 2 EMG SA single coils)
- Valley Arts Custom Pro "Robot" - Corpo Valley Arts in mogano colore "Tobacco Sunburst", costruito da Ken Warmoth (che produceva molti body e manici per VA) e rilavorato da Michael McGuire, manico Valley Arts (seriale 004, 3 luglio 1978) - Floyd Rose (uno dei primissimi prodotti) - Pickup EMG SA single coil. La chitarra subì un "restyling" nel 1984, venendo riverniciata colore blu notte e aerografata, rimodellato lo shape della paletta, montato un ponte Floyd Rose più recente con fine tuners, tolti i controlli di tono e inserito un humbucker EMG 85 al ponte.
- Valley Arts Lukather Signature Guitar (ne venivano commercializzati due modelli)
- Valley Arts Custom Pro
- Chitarra stratoide di colore 'blue sparkle' con corpo Valley Arts e manico Fender Stratocaster del 1963 (paletta fender matching) pickup EMG 85 al ponte e due singoli Seymour Duncan Blackouts - Floyd Rose Original - La chitarra è stata usata durante il Mountreux Jazz Festival del 1991 sul brano Kingdom of desire, nel KOD tour del 1992 e nel tour Candyman del 1994 con i Los Lobotomys.
- Tyler Puffy - con floyd rose ed elettronica e pickup Tom Anderson
- Ibanez RS1010SL Steve Lukather Signature
- Ovation Adamas, Acoustic Guitar, 6 corde, Black
- Ovation Adamas, Acoustic Guitar, 6 corde, Red
- Gibson Les Paul del 1959 "Rosanna burst", una delle dieci più belle e costose tra le Cherry Red Sunburst del '59.
- Fender Stratocaster '64 with EMG pickup
- Taylor 812 CE, Acoustic guitar
- YamahaLJX 26CPT, Acoustic guitar
- Yamaha LL36 con sistema amplificazione L.R. Baggs
- Svariata collezione di chitarre fondamentalmente Fender e Gibson, tra cui una Fender Esquire del 1951.

### Pickup
Lukather monta humbucker DiMarzio Transition, modello signature, sui nuovi modelli di Music Man Luke III, nonché i relativi single coil, non commercializzati. La chitarra inoltre presenta un circuito attivo che prevede un boost di 12 dB con un push/push sul pot del volume.
In precedenza e su tutti i modelli di Luke precedenti i pickup erano EMG (azienda) con la configurazione HSS con un EMG 85 al ponte e dei singoli signature SLV per la Luke II, e SA per la Luke I.
Si segnala la presenza di un Fernandes Sustainer singolo (con relativo circuito) al manico di una o più Luke (emblematica la Black Sparkle)

### Amplificatori e cabinet
- 2 Head Bogner Ecstasy 101B (utilizzate in stereo) con 2 cabinets 4x12 e altoparlanti Celestion V30.
- Kemper Profiling Amp (utilizzato per alcuni suoni nelle registrazioni di Transition e per svariate session o effetti sonori particolari)

Strumentazione precedente
- 3 Custom Audio 2 x 12” Cabinets - Celestion V30 speakers
- VHT Power AMP - 62902
- VHT Power AMP - G2150-C
- VHT Power AMP - CLASSIC - limited edition
- Custom Audio Electonic (CAE) 3+ preamp e 3+SE preamp
- Testate Marshall (fino al 1988)
- Mesa Boogie Mark III a Mark II C+(1984-1987)
- Soldano SLO 100 e Mesa Boogie mark III, Marshall Plexi 1959 SLP modded (1987-1989)
- Soldano X88-R preamp (primo prototipo, colore nero, con circuitazione point to point, costruito da Mike Soldano su idea di Bob Bradshaw)
- Marshall Plexi serie JMP 100 watt (modificate da Paul Rivera) (utilizzata durante il Candyman tour dei Los Lobotomys in coppia con il sistema CAE + VHT)
- Testata artigianale Leonardy (utilizzata in alcuni pezzi durante le registrazioni di 'Tambu' 1995).
- Rivera Bonehead (1997-2001)
- Fender Princeton Reverb modificato da Paul Rivera (utilizzato nelle sessioni di registrazione dal 1976 al 1982)

### Effetti e altro (cambiano in itinere)
- Overdrive su base Tubescreamer (spesso lo stesso TS9)
- ToneConcepts The Luke, doppio overdrive signature basato sul "The Distillery"
- Radial Elevator
- Digitech Hardwire Tuner (modelli HT2 poi HT6)
- Boss TU2
- TJauernig Electronics Bombastortion
- Rodenberg GAS 808
- T REX Replay Box
- TC Electronic Flashback
- Boss DD3
- 2xHardwire DL8 (quest'ultimi, fino al 2015, utilizzati in parallelo attraverso un line mixer RJM e modificati killdry da Bob Bradshaw)
- Gurus Echosex 2º echo (pedale dell'italiana Gurus Amps ispirato al vecchio Binson Echorec)
- Gurus Optivalve (Compressore ottico valvolare sempre di Gurus ispirato al Teletronix LA-2, uno è anche nel rig dell'Acustica)
- Providence Anadime chorus (modelli ADC3 poi ADC4)
- JAM Waterfall
- Hardwire CR7
- Ben Rod Wavebox vibe pedal (costruito apposta per lui)
- MXR Smart Gate
- Dunlop Crybaby Wah Joe Bonamassa signature
- Vertex Axis wah
- Ernie Ball 25k Volume pedal
- Boss FV500L
- Dunlop Volume Pedal
- Strymon Lex
- Strymon Blue Sky

Si noti che la pedaliera di Lukather è in continuo cambiamento; include anche un buffer RJM ed è poco definibile data la caratteristica intercambiabilità degli effetti a pedale.
ALCUNI EFFETTI E RACKS USATI IN PRECEDENZA
- Korg ToneWorks DTR1 Tuner
- 2 Furman PL-Pro Power Plus Supply
- Dunlop Crybaby DCR-1SR
- Custom Audio SE+3 Tube Pre Amp
- Soldano X99 (rimpiazzato nel '91)
- 2 Lexicon PCM-70
- TC Electronics G-Force
- Tc Electronic M-ONE XL
- Line 6 Mod Pro
- Custom Audio GVCA-2 REV-3
- Custom Audio Dual Stereo Mixer
- Custom Audio Black Cat Vibe
- Custom Audio Super Tremolo
- Custom Audio Midi FT Controller
- MXR Smart Gate Pro
- MXR Phase 90
- MXR Flanger
- TC Electronic SCF+ 25th Anniversary
- Radial Tone Bone Classic
- T REX Spin Doctor
- Roger Mayer Octavia
- T-Rex pedals (usati prevalentemente durante le sessioni in studio)
- Boss CE-1 (modificato da Bob Bradshaw)
- Boss OC-3
- Boss FV-100 Pedal
- Custom Audio Patchbay
- 2 Custom Audio 4 x 4 Audio Control
- Boss Chromatic Tuner TU-2
- Yamaha SPX900
- Roland SRV2000
- BBE maximizer
- Eventide H3000
- TC Electronic 1210 Spatial Expander
- CAE Twin Tremolo pedal
- CAE/MXR MC-404 wha pedal

### Corde e plettri
- Heavy Teardrop Picks
- Ernie Ball RPS9 Slinky Strings 9/42 gauge
- Ernie Ball M Steel 9/42
- Ernie Ball Regular Slinky Acoustic Strings 12/54

## Discografia

### Album in studio
- 1989 – Lukather (CBS)
- 1994 – Candyman (Columbia)
- 1997 – Luke (Columbia)
- 2003 – Santamental (ulfTone Music)
- 2008 – Ever Changing Times (Frontiers Records)
- 2010 – All's Well That Ends Well (Mascot Records)
- 2013 – Transition (Mascot Records)
- 2021 – I Found The Sun Again (Mascot Records)
- 2023 - Bridges

### Live
- 1989 – Los Lobotomys (Maxus Records)
- 2001 – Doves of Fire (Bootleg)
- 2001 – No Substitutions - Live in Osaka (Favored Nations) (con Larry Carlton)
- 2005 – El Grupo Live (El Grupo Records)
- 2010 – Live at North Sea Jazz (MIG/String Commander) (con Edgar Winter)

## Grammy Award
- 1982 – Best R&B Song: Steve Lukather, Jay Graydon, Bill Champlin (per George Benson) – Turn Your Love Around
- 1982 – Producer of the Year: Toto – Toto IV
- 1982 – Album of the Year: Toto – Toto IV
- 1982 – Record of the Year: Toto – Rosanna
- 2001 – Best Pop Instrumental Album: Larry Carlton & Steve Lukather – No Substitutions - Live in Osaka